# Gwyneth Ho
Gwyneth Ho Kwai-lam (en xinès 何桂藍; Hong Kong britànic, 24 d'agost de 1990) és una activista social de Hong Kong i antiga periodista del desaparegut mitjà de notícies Stand News, que va guanyar protagonisme pels seus informes de primera línia a les protestes de Hong Kong del 2019-2020. El juny del 2020, va anunciar la seva candidatura a les primàries pro-democràcia de Hong Kong del 2020, en què va obtenir un bitllet de nominació a les eleccions generals que més tard es va ajornar. Per la seva participació, va ser arrestada el gener de 2021 juntament amb més de 50 prodemòcrates per càrrecs de seguretat nacional i va ser detinguda. El desembre de 2021, va rebre una condemna de sis mesos en relació al seu paper en una protesta prohibida durant el 31è aniversari de les protestes i la massacre de la plaça de Tiananmen de 1989 el juny de 2020.

## Educació

El moment en què Gwyneth Ho va ser atacada per Chan (陳志祥) a Yuen Long. Chan encara no ha estat arrestat per la policia.

Ho va estudiar a Ho Fung College ia la Universitat de Tsinghua. Va estudiar a la Universitat d'Amsterdam, on va obtenir un màster en Periodisme a través del programa Erasmus Mundus.

## Carrera de periodista
Ho es va incorporar a Radio Television Hong Kong (RTHK) com a reporter intern el 2011. Més tard va treballar per a diversos mitjans de comunicació, com BBC Chinese i The Reporter. També va treballar com a reportera de House News, el predecessor de Stand News.
Ho va guanyar el reconeixement com a periodista de primera línia de Stand News a les protestes de Hong Kong del 2019-2020, adquirint el sobrenom de "Sister Stand News" (立場姐姐). L'1 de juliol de 2019, Ho va ser una de les periodistes presents al Complex del Consell Legislatiu, on va informar sobre l'assalt del Consell Legislatiu. Va entrevistar una jove activista a favor de la democràcia que va expressar la seva solidaritat amb altres manifestants de Hong Kong, cosa que va cridar molta atenció a Ho pel seu reportatge.
El 21 de juliol, Ho va informar sobre l'atac de Yuen Long del 2019, on eixams de presumptes gàngsters de la tríada van agredir manifestants pro-democràcia a l'estació de MTR de Yuen Long. Havia estat en directe l'atac, que mostrava un dels violents agressors colpejant els manifestants per sobre de la barrera del pòrtic de passatgers d'un tren. L'agressor de sobte va córrer cap a Ho i va començar a colpejar-la. Ho va continuar filmant fins i tot després de ser colpejada i tirada a terra, capturant imatges dels paramèdics que atenien els ferits. Va ser hospitalitzada després de l'atac, amb ferides lleus al cap, la mà i l'espatlla. Les imatges de vídeo d'Ho es van fer virals internacionalment i van sorprendre l'audiència pels horrors de la nit.

## Oferta, detenció i condemna del Consell Legislatiu per a la vigília del 2020
El 18 de juny de 2020, Ho va anunciar la seva intenció de presentar-se a les eleccions legislatives de Hong Kong de 2020 (posposades posteriorment) després de deixar la seva carrera periodística. La seva decisió de deixar el periodisme va ser motivada en part per l'incident de Yuen Long del 21 de juliol de 2019 en què havia resultat ferida. El juliol de 2020, Ho va participar en les primàries pro-democràcia dins de la circumscripció de New Territories East. Amb 26.802 vots, Ho va tenir el major nombre de vots entre els candidats, assegurant-se un bitllet de nominació a les eleccions generals. El 30 de juliol de 2020, es va anunciar que Ho havia estat desqualificat, juntament amb diversos altres candidats a favor de la democràcia, per presentar-se.
El 6 de gener de 2021, Ho es trobava entre els 53 membres del camp prodemocràtic que van ser arrestats en virtut de la llei de seguretat nacional, concretament la seva disposició sobre la suposada subversió. El grup va ser acusat d'organitzar i participar en les eleccions primàries celebrades pel camp el juliol de 2020. Ho va ser posat en llibertat sota fiança el 7 de gener, però va ser acusat sota la llei de seguretat nacional a finals de febrer amb una fiança denegada pel tribunal des de llavors. Friends of Ho han publicat a les seves pàgines de xarxes socials diverses cartes llargues des de la presó en què entrellaça la seva posició política, la cultura pop i el futur del moviment pro-democràcia.
El 9 de desembre de 2021, un tribunal de Hong Kong va declarar Ho culpable d'incitar i participar en una reunió il·legal amb motiu del 31è aniversari de les protestes i massacre de la plaça de Tiananmen de 1989 el 4 de juny de 2020. Més d'una desena de polítics i activistes havien estat acusats per l'assemblea. Juntament amb Chow Hang-tung i Jimmy Lai, Ho havia impugnat els seus càrrecs. Durant el judici, Ho va dir que mentre havia estat al Victoria Park el vespre de la vetlla amb espelmes, no hi havia participat, sinó que tenia la intenció de mostrar resistència al règim; i que ella sostenia flors i una espelma era per provar la diferència entre Hong Kong i la Xina continental. La jutge del tribunal de districte Amanda Woodcock va desestimar els arguments de Ho com a "francament sense sentit", com passa amb els arguments de Chow i Lai. El 13 de desembre, Ho va ser condemnat a sis mesos de presó pels càrrecs.
El 30 de maig de 2024, Ho va ser declarat culpable de subversió en el cas de les eleccions primàries, juntament amb 13 acusats més.